# Birgit Horota
Birgit Horota-Müller (* 1936 in Frankfurt (Oder); † 2021 in Berlin) war eine deutsche Bildhauerin und Grafikerin.

## Leben
Birgit Horota besuchte in Frankfurt/Oder die Schule und legte 1955 das Abitur ab. Im Anschluss studierte sie an der Hochschule für Bildende und Angewandte Kunst in Berlin-Weißensee die Fachrichtung Bildhauerei bei Heinrich Drake. 1960 schloss sie das Studium mit Diplom ab und war anschließend als freischaffende Bildhauerin in Berlin tätig. Sie war verheiratet mit dem Bildhauer Stephan Horota.
1963 trat sie dem Verband Bildender Künstler der DDR bei, Voraussetzung für die freiberufliche Tätigkeit als Künstlerin und unumgänglich für Ausstellungen und staatliche Aufträge, die im Stil des sozialistischen Realismus auszuführen waren. So erhielt sie etwa 1973 einen Auftrag des Magistrats von Großberlin über „3 heitere figürliche Kleinplastiken in Bronze“.
1983 bis 1996 war sie als Pädagogische Mitarbeiterin im Haus der Kinder in Berlin-Lichtenberg tätig. Sie war Mitglied im Grafikverein Inventor und dem Graphik-Collegium Berlin, zu dessen Gründungsmitgliedern sie 2015 gehörte.
Ab 1998 beschäftigte sie sich intensiver mit Handzeichnungen, Druckgrafiken und Radierungen. Als Motive wählte sie vor allem Tiere, Menschen und Landschaften. Diese Arbeiten signierte sie nun mit Birgit Horota-Müller.

## Ausstellungen (unvollständig)

### Teilnahme an zentralen und wichtigen regionalen Ausstellungen in der DDR
- 1967 und 1975: Berlin, Treptower Park Plastik und Blumen
- 1969 und 1983: Leipzig, Messehaus am Markt (Kunst und Sport)
- 1974: Berlin, Altes Museum (Tierplastik – Wandlungen eines Sujet im 20. Jahrhundert; mit August Gaul, Theo Balden und Wilfried Fitzenreiter)[5]
- 1975: Wanderausstellung Kleinplastik und Grafik
- 1975 und 1979: Berlin, Bezirkskunstausstellungen
- 1979: Berlin, Altes Museum (Jugend in der Kunst)
- 1985: Berlin, Neue Berliner Galerie im Alten Museum (Musik in der bildenden Kunst der DDR)
- 1986: Fürstenwalde, Altes Rathaus (Miniatur in der bildenden Kunst der DDR)

### Ausstellungen seit der deutschen Wiedervereinigung
- 2020: Künstlerische Zeitspuren – 100 Jahre Lichtenberg in Groß-Berlin, Gruppenausstellung des Graphik-Collegiums Berlin, Museum Lichtenberg im Stadthaus[6][7]
- 2015: Atelierszenen, Gruppenausstellung Kulturring in Berlin, Café des Museums Lichtenberg im Stadthaus[8]
- 2015: Unter Druck – Neue Radierungen des Graphik-Collegiums Berlin-Lichtenberg, Gruppenausstellung des Graphik-Collegiums Berlin, Werkstattgalerie Studio Bildende Kunst, Berlin[9]

## Werke (Auswahl)

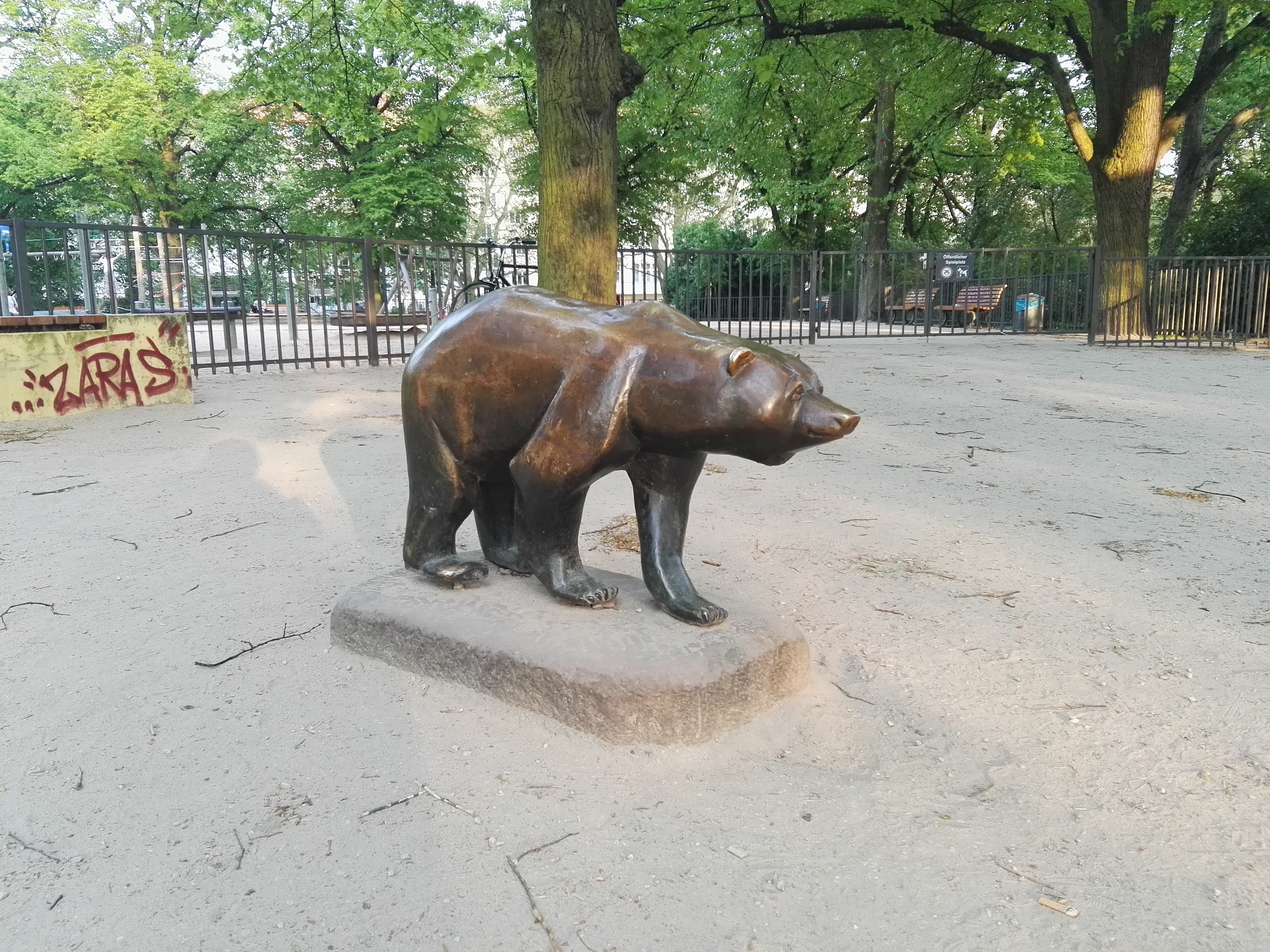
Bär, 1965–1966

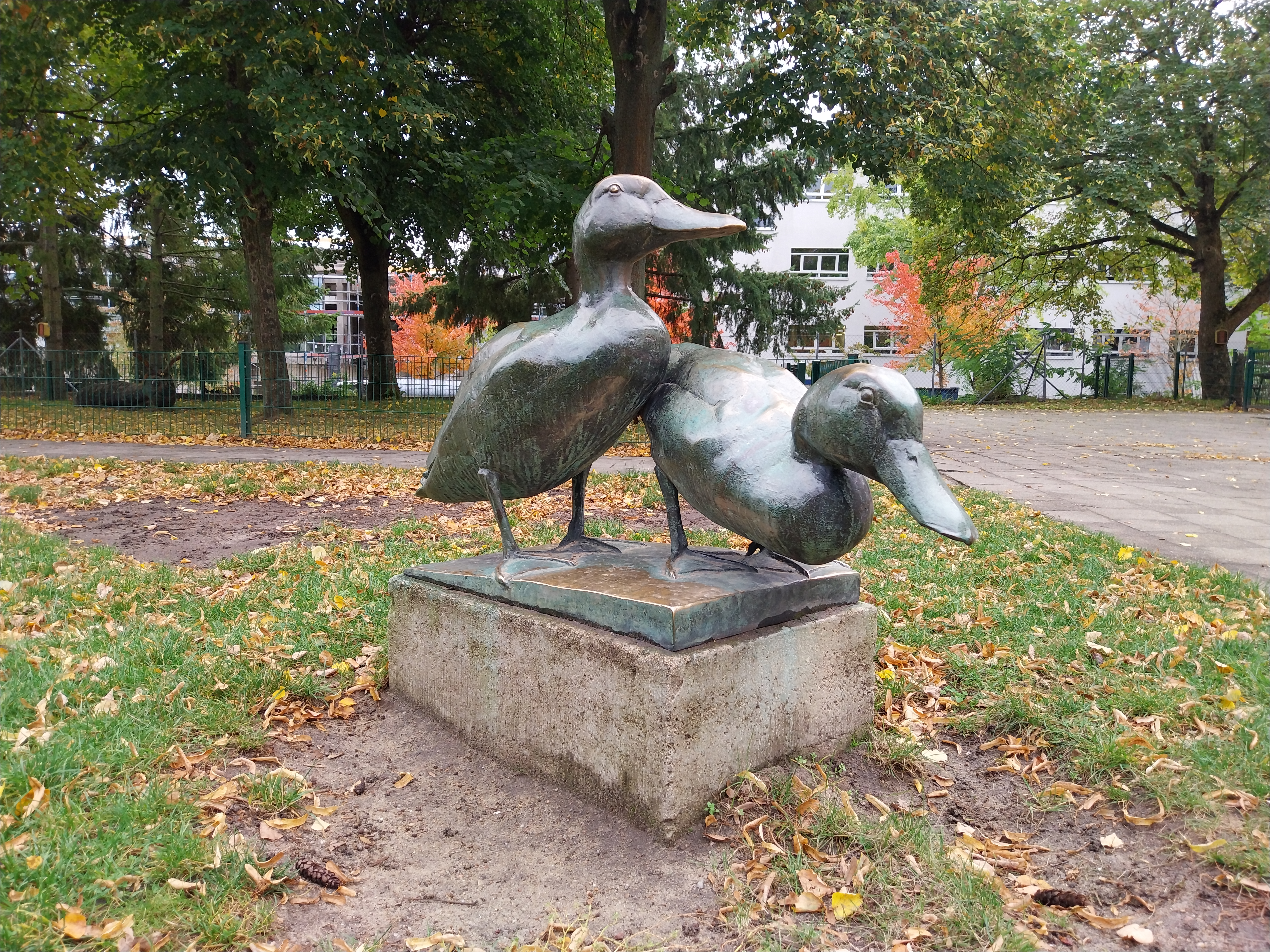
Entenpaar, 1963

- 1977: Turnübung, gegossene Bronze, seit 1983 an der Danziger Straße (damals Dimitroffstraße) in der Nähe der Sporthalle, dann eingelagert. Heutiger Aufstellungsort im „Neuen Hain“, Volkspark Friedrichshain, Berlin[10][11][12]
- 1973: Rollerkinder, gegossene Bronze, 11,3 × 5,2 × 9,5 cm, in der Sammlung der Stiftung Stadtmuseum Berlin[13]
- 1970–1971: Aus der Geschichte des Bezirks Prenzlauer Berg von Berlin, Bronze, narratives aus mehreren Teilen zusammengesetztes Reliefband mit einer Gesamtlänge von ca. 10 Metern. Es zeigt Szenen aus der Geschichte Berlins und des Bezirks. Zunächst temporär in der Ausstellung Plastik und Blumen im Treptower Park, dort vom Bezirk Prenzlauer Berg erworben. Heutiger Standort Volkspark Prenzlauer Berg (Hohenschönhauser Straße, Ecke Maiglöckchenstraße), Berlin[2][14]
Der Fries ist in den 2010er Jahren zwar noch an der Mauer vorhanden, aber durch mehrfache totale Beschmierung nicht mehr als Kunstwerk erkennbar.
- 1967: Mädchen auf dem Schwebebalken, ehemaliger Standort Staatliche Ballettschule in der Erich-Weinert-Straße, Prenzlauer Berg, Berlin. Die Plastik wurde auf Grund des Erweiterungsbaus der Ballettschule abgebaut und eingelagert.[15]
- 1966: Balancierendes Mädchen, Bronze, Höhe 1,42 Meter; Städtischer Kunstbesitz, Ferdinand-von-Schill-Straße 19–21, Schwedt/Oder[16]
- 1965–1966: Bär, gegossene Bronze, Humannplatz, Berlin[17]
- 1963: Entenpaar, Bronze, 40 × 60 × 120 cm; FRÖBEL-Kindergarten Oderknirpse, Frankfurt (Oder)